# Negawatt

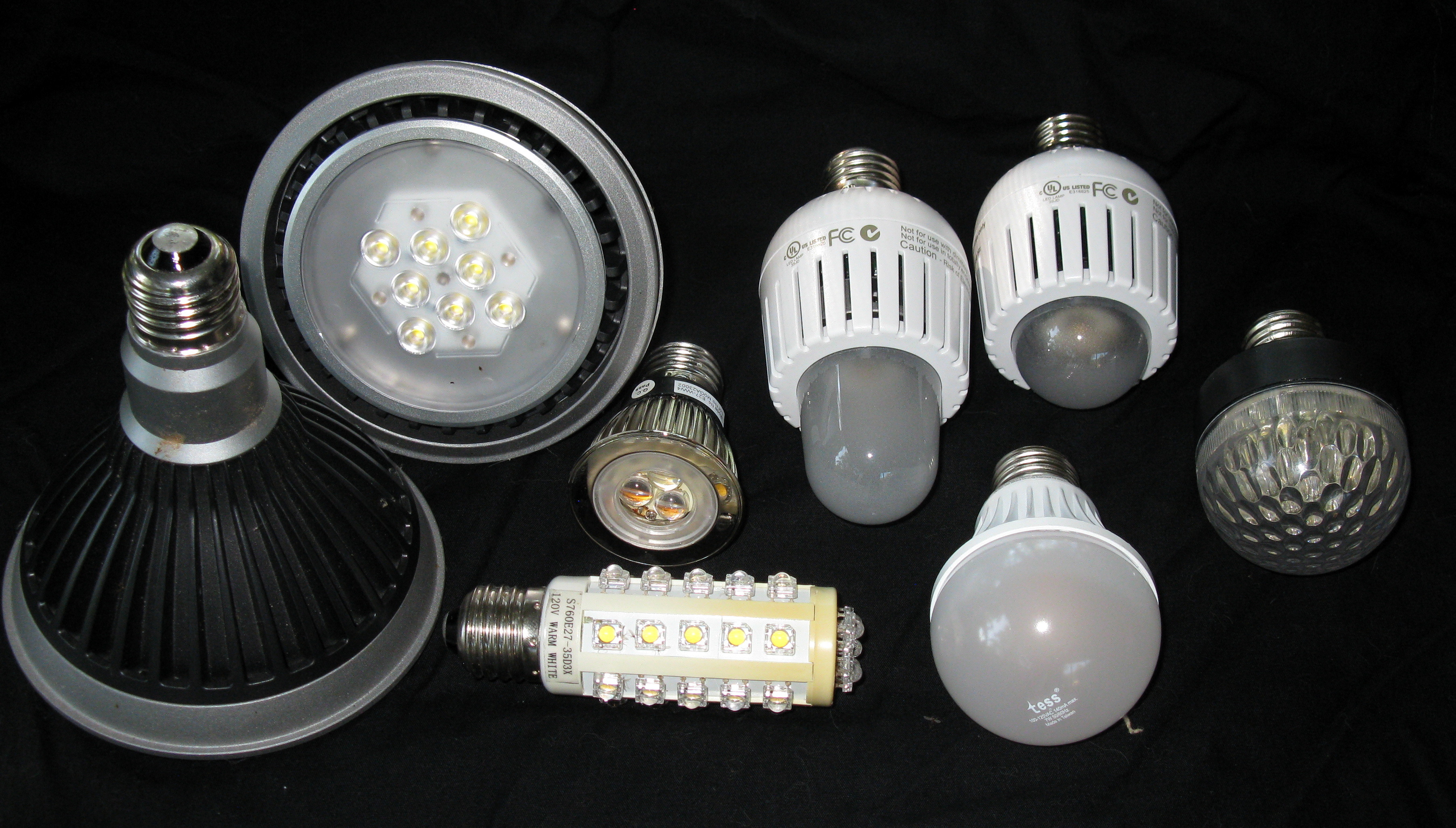
La "revolució negawatt" implica el desplegament de tecnologies d'estalvi d'electricitat, com ara els llums LED disponibles comercialment a partir del 2010 com a substituts de les bombetes de rosca

El negawatt és una unitat de mesura que quantifica la potència estalviada en un procés gràcies a una tecnologia o un comportament, i correspon al watt "en negatiu". És la unitat de mesura amb la que es quantifica l'eficiència energètica o estalvi d'energia. Aquesta paraula va ser utilitzada per primera vegada pel físic experimental i escriptor americà Amory Lovins format a les universitats de Harvard i Oxford i per aquest motiu és considerat com el seu creador.

## Definició
El negawatt és una unitat de mesura teòrica de la potència i representa l'energia estalviada per unitat de temps. En altres paraules, el concepte de negawatt serveix per a mesurar la potència no usada en un determinat procés.
L'ús del negawatt constitueix una forma d'incentiu per motivar al consumidor a l'estalvi d'energia. Amory Lovins considera el concepte d'estalvi com "un canvi d'actitud basat en el comportament de fer menys per consumir menys". També considera una distinció entre l'estalvi i l'eficiència, definint la segona com "l'aplicació de tecnologies i bones pràctiques per eliminar els excessos, basades en l'actitud de fer el mateix o més amb menys".
El negawatt podrà mesurar-se en el futur amb l'ajut dels sistemes en xarxa, mesuradors intel·ligents i altres sistemes de vigilància. No obstant això, per ara, el negawatt no pot ser mesurat amb precisió, només es pot calcular utilitzant la sèrie temporal del consum d'energia.

## Àmbit del negawatt
El negawatt pot obtenir-se de diferents maneres: millorant l'aïllament i l'eficiència energètica dels edificis mitjançant el control adequat de la calefacció i l'aire condicionat; amb les cases passives; fomentant el Carsharing i l'ús compartit de l'automòbil; preferint el transport per ferrocarril al trànsit rodat; fomentant l'ús del transport públic.

## Crítiques
Alguns sostenen que el concepte de negawatt pot distreure a la gent de l'objectiu de reduir el consum, centrant la seva atenció en l'estalvi o eficiència en lloc de centrar-la en la reducció del consum energètic, que és el principal problema ecològic.